# Víctor Afonso
Víctor Manuel Afonso Mateos (Las Palmas de Gran Canaria, Canarias, España; 27 de agosto de 1971) es un exfutbolista y entrenador del fútbol español, actualmente sin equipo.

## Trayectoria como entrenador
Comenzó su carrera como técnico ocupando el puesto de segundo entrenador en Las Palmas Atlético dirigida por Juan Castillo Barreto. A mediados de la temporada 2008/09 se hace cargo del banquillo del filial, tras renunciar el primer entrenador por motivos personales, debutando el 23 de noviembre de 2008 con una victoria por 1-0 frente al Real Madrid Castilla. Sin embargo no pudo lograr el objetivo de la permanencia y al finalizar la campaña el conjunto amarillo regresó a Tercera División tan solo un año después al perder la promoción ante el Real Sporting de Gijón B. Aun así se siguió confiando en su trabajo y continuó al frente de "La Vela Chica".
En las siguientes tres temporadas Las Palmas Atlético ocupa los puestos altos de la clasificación, quedándose a las puertas de la Segunda B al no superar todas las eliminatorias de ascenso. Finalmente al término del ejercicio 2012-13 el equipo entrenado por Víctor Alfonso regresa a la categoría de bronce del fútbol español después de proclamarse campeón del grupo canario y vencer a doble partido al Club Deportivo Tuilla. En su regreso a este nivel el filial amarillo firma una temporada histórica clasificándose para la promoción de ascenso a Segunda División. En ella quedaría eliminado en octavos de final por La Hoya Lorca Club de Fútbol debido al valor doble de los goles marcados en campo contrario. Sin embargo el hecho de que el primer equipo no lograse finalmente el objetivo de alcanzar la Primera División hubiese imposibilitado el posible ascenso de los pupilos de Afonso. El 6 de junio de 2014 anuncia su salida de Las Palmas Atlético.
En junio de 2015, llega a un acuerdo para entrenar en Segunda División B al C.D. Mensajero, pero justo el día de su presentación, renuncia sin dar ninguna explicación pública. Pocos días más tarde se anunció su incorporación al Atlético de Madrid "B", club del se desvinculó al final de esa primera temporada. Estuvo sin equipo hasta diciembre de 2018, cuando se incorporó al Lincoln Red Imps Football Club de la Primera División de Gibraltar.
En mayo de 2019, consiguió el título de liga, lo que le permitió disputar el siguiente mes de julio la fase previa de la Champions League. En diciembre de 2019 se rompió la vinculación con el club gibraltareño de mutuo acuerdo.
En febrero de 2020, el entrenador grancanario firma hasta final de temporada para entrenar al filial del Al-Tai Saudi Club de la Primera División de Arabia Saudita. En septiembre de 2020 pasó a dirigir el primer equipo.

## Clubes

### Como jugador
| Club                | País   | Temporadas |
| ------------------- | ------ | ---------- |
| Las Palmas Atlético | España | 1990-1991  |
| U. D. Las Palmas    | España | 1991-2000  |
| Albacete Balompié   | España | 2000-2001  |
| Universidad LPGCFC  | España | 2001       |
| Hércules F. C.      | España | 2001-2002  |
| Castillo C. F.      | España | 2002-2005  |
| U. D. Las Palmas    | España | 2005-2006  |

### Como entrenador
| Club                       | País           | Año       |
| -------------------------- | -------------- | --------- |
| Las Palmas Atlético        | España         | 2008-2014 |
| Atlético de Madrid "B"     | España         | 2015-2016 |
| Lincoln Red                | Gibraltar      | 2018-2019 |
| Al-Tai Saudi Club (filial) | Arabia Saudita | 2020      |
| Al-Tai Saudi Club          | Arabia Saudita | 2020      |
| U. D. Tamaraceite          | España         | 2022      |

## Palmarés

### Como jugador

#### Campeonatos nacionales
| Título                       | Club             | País   | Temporada |
| ---------------------------- | ---------------- | ------ | --------- |
| Segunda División de España   | U. D. Las Palmas | España | 1999-00   |
| Segunda División B de España | U. D. Las Palmas | España | 1992-93   |
| Segunda División B de España | U. D. Las Palmas | España | 1995-96   |

### Como entrenador

#### Campeonatos nacionales
| Título                               | Club                | País      | Temporada |
| ------------------------------------ | ------------------- | --------- | --------- |
| Tercera División de España Grupo XII | Las Palmas Atlético | España    | 2012-13   |
| Primera División de Gibraltar        | Lincoln Red         | Gibraltar | 2019-20   |